# 李應彬
李應彬（1910年—1995年），自號龍泉老人，人稱龍泉先生，生於台灣台北縣枋寮（今新北市中和區），畫家，長於水彩畫。齋教先天道虔誠信徒，曾任土城普安堂住持。

## 生平
1942年和1943年，分別以作品「銀雞」和「台灣寺廟」入選臺灣美術展覽會東洋畫部。
國民政府時代，多次獲選參加台灣省展及台陽展。第四屆省展時，以水彩畫，獲得西畫特選。成為省展油畫與水彩尚未分別給獎時，第一位以水彩畫得獎的畫家，被前輩畫家藍蔭鼎稱為「台灣第一人」。
中年潛心向佛，求道於三峽先天派齋堂元亨堂堂主高興旺。1966年，奉高興旺之命，出任土城普安堂住持。他常署名「龍泉路一老人」，因此被人稱為龍泉老人，或龍泉先生。
1995年過世。